# شكري مصطفى
شكري أحمد مصطفى عبد العال (1361 هـ / 1 يونيو 1942م - 1978م)، من مواليد أبو خرص مركز أبو تيج أسيوط. هو مؤسس جماعة التكفير والهجرة، كان متزوجاً من شقيقة الإخواني محمد صبحي مصطفى. كان الشاب شكري مصطفى من المتعاطفين مع جماعة الإخوان المسلمين في الستينيات من القرن العشرين ولذلك تم القبض عليه ضمن الإخوان المسلمين وشاركهم في المعتقلات وتعرض للتعذيب الشديد يوميًا ابتداءً من عام 1965 وحتى خروجهم من السجن بعد موت عبد الناصر.
تحول فكريا هو وبعض سجناء الإخوان والإسلاميين الأخرين بسبب التعذيب والسجن والأضطهاد الذي مروا به بجانب تأثير فكر سيد قطب حول جاهلية المجتمع وتوحيد الحاكمية، إلي تكفير الحكومة وتكفير المجتمع لرضاهم بتلك الحكومات العلمانية وبالظلم الذي تقوم به وتكفير من لا يكفرهم فكفروا الإخوان والعلماء ومن لم ينضم من السجناء لجماعتهم ويبايع شكري مصطفي أميرا للمؤمنين، العنصر الثاني في تفكير الجماعة هي الهجرة ويقصد بها اعتزال المجتمع الجاهلي عزلة مكانية وعزلة شعورية وتتمثل في اعتزال معابد الجاهلية - يقصد بها المساجد تحت حكم العلمانيون والعزلة المكانية عبر الهجرة للمكان الذي يحكم فيه الإسلام.
لاقت أفكار شكري مصطفي رواجا بين سجناء الإخوان الناقمين علي من يعذبونهم وعلي المجتمع فأنضم مئات منهم لجماعة شكري مصطفي وتركوا الإخوان حتي أنتشر كتاب «دعاة لا قضاة» المنسوب للهضيبي فعاد الكثير منهم وترك جماعة شكري مصطفي، تعتبر أفكار جماعة شكري مصطفي المرجع الفكري للجماعات التكفيرية حول العالم.
قام هو وجماعته بخطف الشيخ محمد حسين الذهبي وزير الأوقاف ووضعت الجماعة شروطا لإعادة الشيخ المخطوف رفضتها الحكومة فقتلوا الشيخ برصاصة في عينه اليسرى. أصدرت المحكمة العسكرية حكمها بالإعدام شنقا على شكري مصطفى وأربعة آخرين في قضية مقتل الشيخ الذهبي.

## قتل الشيخ الذهبي
اختطفت الجماعة التي أسسها شكري مصطفى الشيخ محمد حسين الذهبي وزير الأوقاف «إبريل 1975 - 1976» من مسكنه في حلوان يوم 3 يوليو 1977، وأعلنت الجماعة مسؤوليتها في اليوم التالي للاختطاف، ووضعت الجماعة شروطا لإعادة الشيخ المخطوف من بينها الإفراج عن المعتقلين من الجماعة، وكذلك المحكوم عليهم في قضايا سابقة، ودفع مائتي ألف جنيه فدية، واعتذار الصحافة المصرية عما نشرته من إساءات في حق الجماعة، وتسليم الطفلة سمية ابنة «رجب عمر» أحد أعضاءها المنشقين لأمها التي تمسكت بعضويتها فيها ورفضت الذهاب مع زوجها.
رفضت الحكومة الشروط فعثرت أجهزة الأمن على الشيخ مقتولا برصاصة في عينه اليسرى في فيلا بمنطقة «الهرم».

### القبض عليه ومحاكمته
في السادس من يوليو أحال الرئيس السادات القضية إلى محكمة عسكرية، وفي الثامن من يوليو تم القبض على شكري مصطفى، ووجهت إليه تهمة قتل الشيخ الذهبي، كما تم توجيه نفس الاتهام إلى ضابط الشرطة المفصول أحمد طار ق عبد العليم، وآخرين، وبلغ المجموع 54 متهما.
جلسات محاكمته بدأت في 23 أغسطس 1977، لم يتردد لحظة في أن يعلن أن فكره يعتمد على تكفير الآخر، وكل من هم في غير جماعته، وكل من دخلوها ثم خرجوا منها قتالهم أولى من أي قتال، وقد كفر الشيخ الذهبي نفسه.
شهدت المحاكمات جدلا من نوع آخر وهو اتهام الرئيس الليبي معمر القذافى بتمويل جماعة التكفير والهجرة، وساعد على تضخيم في هذه المسألة سوء العلاقة بين السادات والقذافي، ويؤكد منتصر الزيات المحامي على أن هذا الكلام هو «اتهام مفتعل ليس له أساس من الصحة».
في 30 نوفمبر 1977 أصدرت المحكمة العسكرية حكمها بالإعدام شنقا على خمسة متهمين، وهم شكري مصطفى، أحمد طارق عبد العليم، أنور مؤمن صقر، ماهر عبد العزيز بكري، مصطفى عبد المقصود غازي، وعاقبت 12 متهما بالأشغال الشاقة المؤبدة، و 14 متهما بالأشغال الشاقة المؤقتة، ومنحت البراءة لـ13 متهما.

## جماعة التكفير والدعوة
الجماعة التي أسسها أحمد شكري مصطفى أو بمعنى أصح أعاد تأسيسها وهي جماعة التكفير والهجرة المنتشرة في العالم بأسره وخاصة من ذلك مصر والجزائر. أسس جماعة التكفير والهجرة التي ترتكز المنظومة الفكرية لها على عدة أسس:
- اعتبار أن الألفاظ المعبرة عن سائر المعاصي كالظلم والفسق والذنب والخطيئة والسيئة والخطأ ونحوها تعني كلها معنى واحد هو الكفر المخرج عن الملة، وبالتالي فكل من ارتكب أي مخالفة شرعية مما يطلق عليها أحد هذه المسميات في آيات القرآن أو في الأحاديث فهو كافر كفراً مخرجاً عن ملة الإسلام.
- اعتبار أن الهجرة من دار الكفر (أي دولة لا تحكم بالشريعة) هي واجب شرعي حتمي، ولذلك سعت جماعتهم لإيجاد مكان للهجرة فيه واعتزال المجتمع.
- اعتبار مبدأ التوقف في الحكم على أي مسلم ليس معهم في الجماعة فلا يحكمون له بكفر أو إسلام حتى يتبين كفره من إيمانه، وهذا التبين يكون عبر عرض فكر الجماعة عليه فإن وافق انضم إليهم وصار مسلما حسب رأيهم وإن رفض حكموا بكفره.
- الحكم بكفر من يتحاكم للقانون الوضعي أيا كان دافعه وأيا كان نوع القانون الوضعي الذي يحكم به أو يتحاكم إليه، ولا يعتبرون في ذلك أي استثناء كحالات الإكراه أو الاضطرار أو الجهل أو الخطأ ونحو ذلك بل يتمسكون بالتكفير في ذلك كله، ولا يفصلون في ذلك بين القانون الوضعي المخالف للشريعة أو الموافق لها، فهم لم يطرحوا ذلك الفرق أصلا.

### سمات الجماعة
من أبرز ما اتسمت به «جماعة التكفير والهجرة» كما قال شكري مصطفى من واقع أقواله (53) أمام هيئة محكمة أمن الدولة العسكرية العليا (القضية رقم 6 لسنة 1977) والتي نشرت في الصحف يوم 21/10/1979: إن كل المجتمعات القائمة مجتمعات جاهلية وكافرة قطعاً. وبيان ذلك أنهم تركوا التحاكم لشرع الله واستبدلوه بقوانين وضعية ولقد قال الله «ومن لم يحكم بما أنزل الله فأولئك هم الكافرون» بيد أن الأفراد أنفسهم لا نستطيع الحكم عليهم بالكفر لعدم التبين من ذلك لذا فهم فقط جاهليون ينتمون لمجتمع جاهلي يجب التوقف في الحكم عليهم حتى يتبين إسلامهم من كفرهم.
إننا نرفض ما يأخذون من أقوال الأئمة والإجماع وسائر ما تسميه الأصنام الأخرى كالقياس. وبيان ذلك أن المسلم ملتزم فقط بما ذكر في القرآن الكريم والسنة المطهرة سواء أكان أمراً أو نهياً وما يزيد عن ذلك عن طريق الإجماع أو القياس أو المصالح المرسلة. فهو بدعة في دين الله. إن الالتزام بجماعة المسلمين ركن أساس كي يكون المسلم مسلماً، ونرفض ما ابتدعوه من تقاليد، وما رخصوا لأنفسهم فيه، وقد أسلموا أمرهم إلى الطاغوت وهو: الحكم بغير ما أنزل الله، واعتبروا كل من ينطق بالشهادتين مسلماً.
إن الإسلام ليس بالتلفظ بالشهادتين فقط ولكنه إقرار وعمل ومن هنا كان المسلم الذي يفارق جماعة المسلمين كافراً. الإسلام الحق هو الذي تتبناه «جماعة المسلمين» وهو ما كان عليه الرسول وصحابته وعهد الخلافة الراشدة فقط – وبعد هذا لم يكن ثمة إسلام صحيح على وجه الأرض حتى الآن. حياة الأسرة داخل الجماعة مترابطه ببعضها بحكم عدم الاختلاط بالعالم الخارجي.
بعد فشل شكري وإعدامه وضعف جماعته اتخذت الجماعة منهجاً مختلفاً في التغيير يرتكز على فكرة انتظار ظهور المهدي المنتظر والانضمام إليه، ومن ثم فهم يمارسون الدعوة إلى أفكارهم دون تسلح أو سعي لأي عمل سياسي أو عسكري من أي نوع ويقتصر عملهم داخل الجماعة على العمل التربوي والاجتماعي بالإضافة للعمل التعليمي لأنهم باتوا يحرمون دخول المدارس والجامعات بعد إعدام شكري ورفاقه.

## من أقواله
- «كل من هم في غير جماعتي كفار، وكل من دخلوها ثم خرجوا منها قتالهم أولى من أي قتال»[10]
- «إذا أردنا أن نقيم الجماعة المسلمة الفاضلة فما علينا إلا أن نعود لندرس هذا الإسلام ونفهمه بالمفهوم الإسلامي الصحيح ثم نطبق مقتضيات هذا الفهم ونلتزم بالمنهاج الذي بينه لنا فلا بد لقيام الإسلام من العمل بخط الإسلام». كتاب التبين
- «ولو لم نوجب الجمع بين النصوص لجاز لأحد من الناس أن يقول أن شهادة أن محمداً رسول الله ليست شرطاً في دخول الجنة حيث أن بعض النصوص لم تذكرها أيضاً. وإذ قد ثبت الجمع فستجد من النصوص الصحاح ما تشترط للحكم بالإسلام شروطاً كثيرة منها إقام الصلاة وإيتاء الزكاة والجهاد والجماعة والهجرة والبيعة وهكذا وهي في الحقيقة كلها ضرورية في المسلم ولا يكون المسلم مسلماً إلا بها.» المرجع السابق

### شعره
كان شكري مصطفى شاعراً وله ديوان شعر مطبوع تحت اسم «ديوان شكري مصطفى» مطبعة مدبولي الصغير:

"سأشيد في قلبي المسجد وسأرفع عمدان المعبَد
وسأبني في جسمي المجهد صرح الإيمان
سأنور بالحق طريقي إن شاء الله
سأدهن بالصبر جروحي إن شاء الله
وسأحمل زادي وعتادي فالأرض الواسعة بلادي
وسأخرج من تلك الدنيا رَغْمَ الدُّنيا عبداً لله"

## وصلات خارجية
- من قصيدة الملحمة وقد قام أحد منشدى الأناشيد الجهادية بإنشادها فيما بعد تحميل الأنشودة: ومهاجر في الله